# Еркалнадейпур
Еркалнадейпур (устар. Еркал-Надей-Пур) — река в юго-восточной части Пуровского района Ямало-Ненецкого автономного округа России, правая составляющая Айваседапура. Сливается с Етыпуром (бассейн Пура). Длина 423 км, площадь водосбора 7210 км². Высота устья — 43 м над уровнем моря.

## Географические сведения

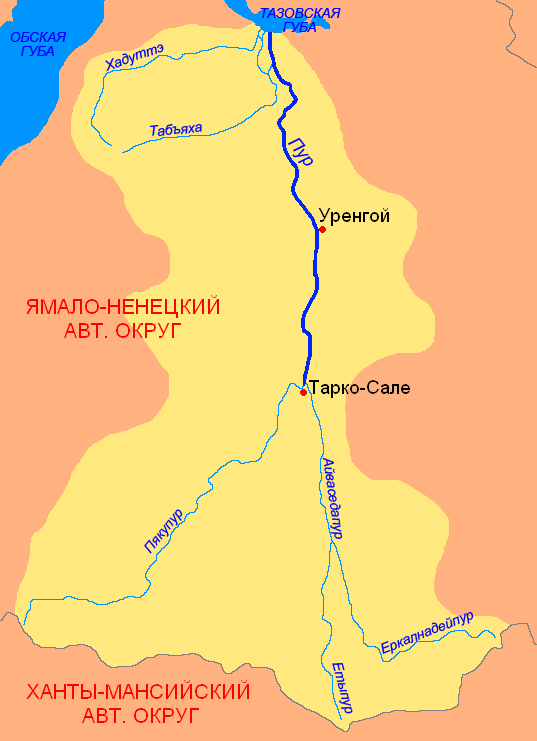
Бассейн реки Пур

Берёт начало на западном склоне Верхнетазовской возвышенности (восточная часть Сибирских Увалов), течёт сначала на запад, а затем на север. В бассейне реки насчитывается свыше 260 водотоков и много озёр. Из 45 наиболее значительных водотоков (длиной свыше 10 км) лишь три притока (Сякундыкикя, Непермецаяха и Халясавэй) имеют длину более 100 км. Наиболее крупные озера — Тонсейто, Нумутъяганто, Халясавэйто. В питании реки основную роль играют талые снеговые воды.

## Физические сведения
Среднегодовой расход воды — 70 м³/с. Половодье с мая (редко с конца апреля) по середину июня, начало июля. Наибольшая разность многолетних колебаний уровня в низовьях реки около 4,5 м. Средний многолетний годовой расход воды у пос. Халясавэй около 65 м³/с, наибольший — свыше 585 (10 — 11 июня 1975 г.), наименьший — 14 м³/с (29 апреля 1970 г.). Замерзает обычно во второй половине октября, вскрывается в конце мая — начале июня. Средняя толщина льда в марте — апреле 75—80 см, наибольшая — 125—130 см.
Вскрытие реки весной сопровождается кратковременным (от 2 до 7 дней) ледоходом. Богата рыбой.

## Притоки
- 64 км: Лыкъяха (лв)
- 78 км: Койвемъяха (лв)
- 85 км: Варыяха (пр)
- 108 км: Халясавэй (пр) (длина 109 км)
- 131 км: Ненянгъяха (лв)
- 174 км: Непермецаяха (лв) (длина 102 км)
- 215 км: Якудияха (лв)
- 232 км: Сякундыкикке (лв) (длина 127 км)
- 243 км: Окылькикке (лв)
- 283 км: Варкыкикке (пр)
- 304 км: Сипалькикке (пр)
- 323 км: Пуркикке (пр)
- 327 км: без названия (лв)
- 341 км: Кылькальчор (лв) (длина 56 км)
- 384 км: Лёкъёган (лв)
- 399 км: Пюкыниёган (лв)
- 408 км: без названия (лв)

## Данные водного реестра
По данным государственного водного реестра России относится к Нижнеобскому бассейновому округу, водохозяйственный участок реки — Пур. Речной бассейн реки — Пур.
Код водного объекта в государственном водном реестре — 15040000112115300057619.